# Kobroor
Kobroor là một đảo thuộc quần đảo Aru trên biển Arafura. Đảo thuộc về tỉnh Maluku, Indonesia, có diện tích 1.723 km². Các đảo lớn khác trong quần đảo là Tanahbesar (còn gọi là Wokam), Kola, Maikoor, Koba và Trangan. Dân số đảo Kobroor năm 2016 đạt 13.621 người.